# Liściołaz paskowany
Liściołaz paskowany, liściołaz pręgowany (Phyllobates vittatus) – gatunek płaza bezogonowego z rodziny (Dendrobatidae). Osiąga długość 3–4 cm. Jest mięsożerny, aktywny w dzień.

## Występowanie
Występuje w lasach tropikalnych, wyłącznie na wybrzeżu Kostaryki od strony Pacyfiku, na wysokości 20–550 m n.p.m.